# Melodi Grand Prix 2016
Der 54. Melodi Grand Prix war der norwegische Vorentscheid für den Eurovision Song Contest 2016 in Stockholm (Schweden). 	Die Sängerin Agnete gewann den Vorentscheid mit ihrem Lied Icebreaker.

## Format

### Konzept
Das System des Vorjahres ohne Vorrunden wurde beibehalten, es nahmen 10 Künstler am Finale teil. Das Publikum bestimmte per Telefonabstimmung vier Lieder, die dann im Goldfinale um den Sieg konkurrierten. Dabei wurde zwischen den Regionen Nord-Norge, Sørlandet, Trøndelag, Vestlandet und Østlandet unterschieden.

## Teilnehmer
Vom 22. Juni bis zum 11. September 2015 konnten Lieder bei NRK eingereicht werden. Die Teilnehmer wurden am 26. Januar 2016 auf einer Pressekonferenz vorgestellt.
| Startnr. | Interpret                           | Lied Musik (M) und Text (T)                                                                     | Sprache  | Übersetzung (inoffiziell) |
| -------- | ----------------------------------- | ----------------------------------------------------------------------------------------------- | -------- | ------------------------- |
| 1        | The Hungry Hearts feat. Lisa Dillan | Laika M/T: Tonje Gjevjon                                                                        | Englisch | –                         |
| 2        | Stage Dolls                         | Into The Fire M/T: Torstein Flakne, Anne Judith Wik, Mark Spiro, Hallgeir Rustan                | Englisch | In das Feuer              |
| 3        | Stine Hole Ulla                     | Traces M/T: Stine Hole Ulla, Ingrid Skretting, Trude Kristin Klæboe                             | Englisch | Spuren                    |
| 4        | Makeda                              | Stand Up M/T: Danne Attlerud, Michael Clauss, Thomas Thörnholm                                  | Englisch | Stehe auf                 |
| 5        | Pegasus                             | Anyway M/T: Tommy Nilsen, Ronny Nilsen                                                          | Englisch | Sowieso                   |
| 6        | Freddy Kalas                        | Feel Da Rush M/T: Fredrik Auke, Simen Auke, Mikkel Christiansen, Trond Opsahl, Christoffer Huse | Englisch | –                         |
| 7        | Laila Samuels                       | Afterglow M: Laila Samuelsen, Beatgees, Jan Weigel; T: Laila Samuelsen                          | Englisch | Abendrot                  |
| 8        | Elouiz                              | History M/T: André Lindahl, Jeanette Olsson, Michael Jay                                        | Englisch | Geschichte                |
| 9        | Suite 16                            | Anna Lee M/T: David Bjœrk, Andreas Moe, David Eriksen, Alexander Austheim                       | Englisch | –                         |
| 10       | Agnete                              | Icebreaker M/T: Agnete Johnsen, Gabriel Alares, Ian Curnow                                      | Englisch | Eisbrecher                |

 Kandidat hat sich für das Goldfinale qualifiziert.

### Goldfinale

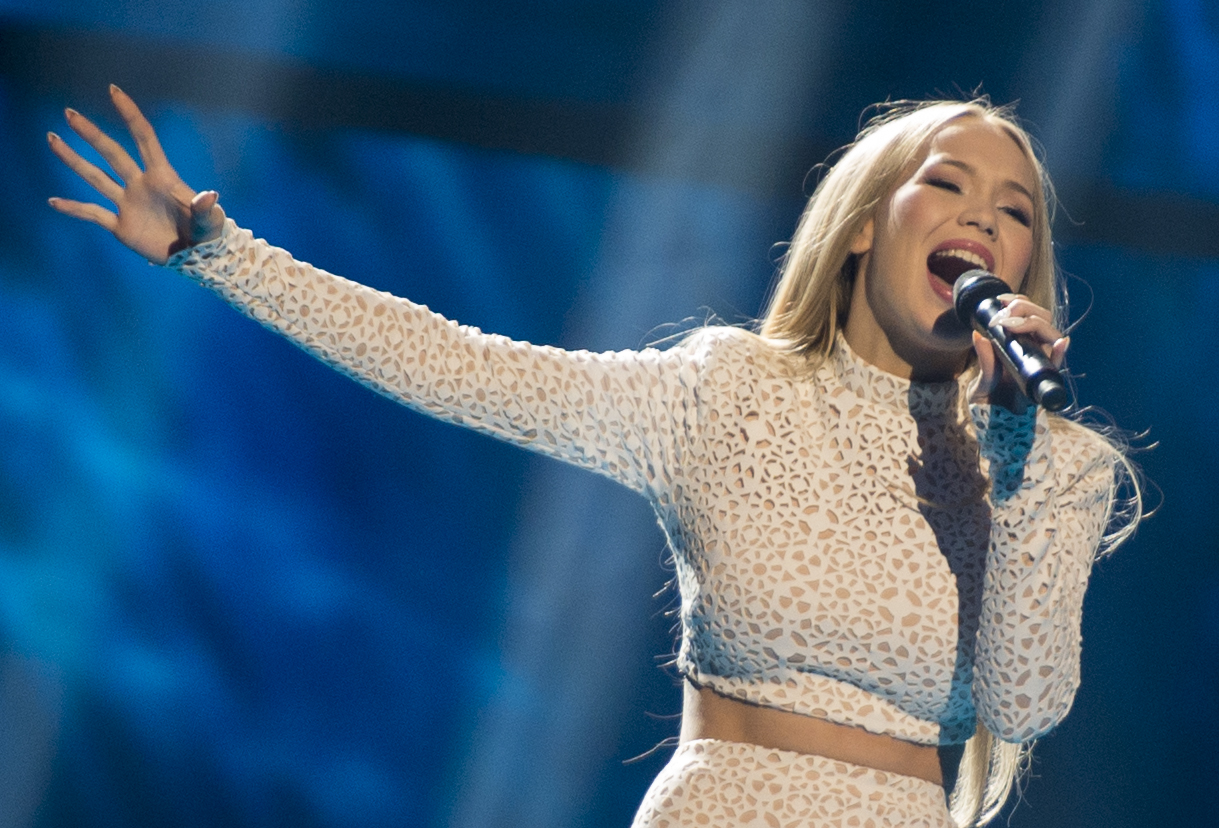
Die Gewinnerin der norwegischen Vorentscheidungen: Agnete

Im Goldfinale gewann Agnete mit Abstand über Freddy Klaas, Suite 16 und Laila Samuels.
| Platz | Startnr. | Interpret     | Lied Musik (M) und Text (T)                                                                     | Zuschauerstimmen nach Region (SMS) | Zuschauerstimmen nach Region (SMS) | Zuschauerstimmen nach Region (SMS) | Zuschauerstimmen nach Region (SMS) | Zuschauerstimmen nach Region (SMS) | Gesamt  |
| Platz | Startnr. | Interpret     | Lied Musik (M) und Text (T)                                                                     | Nord-Norge                         | Sørlandet                          | Trøndelag                          | Vestlandet                         | Østlandet                          | Gesamt  |
| ----- | -------- | ------------- | ----------------------------------------------------------------------------------------------- | ---------------------------------- | ---------------------------------- | ---------------------------------- | ---------------------------------- | ---------------------------------- | ------- |
| 1.    | 3        | Agnete        | Icebreaker M/T: Agnete Johnsen, Gabriel Alares, Ian Curnow                                      | 51.097                             | 14.825                             | 14.898                             | 18.574                             | 67.334                             | 166.728 |
| 2.    | 4        | Freddy Kallas | Feel Da Rush M/T: Fredrik Auke, Simen Auke, Mikkel Christiansen, Trond Opsahl, Christoffer Huse | 11.616                             | 08.998                             | 08.562                             | 10.798                             | 48.154                             | 088.128 |
| 3.    | 2        | Suite 16      | Anna Lee M/T: David Bjœrk, Andreas Moe, David Eriksen, Alexander Austheim                       | 05.548                             | 04.881                             | 06.667                             | 08.572                             | 31.003                             | 056.671 |
| 4.    | 1        | Laila Samuels | Afterglow M: Laila Samuelsen, Beatgees, Jan Weigel; T: Laila Samuelsen                          | 04.851                             | 05.937                             | 06.479                             | 06.224                             | 25.374                             | 048.865 |

1960 •
1961 •
1962 •
1963 •
1964 •
1965 •
1966 •
1967 •
1968 •
1969 •
1971 •
1972 •
1973 •
1974 •
1975 •
1976 •
1977 •
1978 •
1979 •
1980 •
1981 •
1982 •
1983 •
1984 •
1985 •
1986 •
1987 •
1988 •
1989 •
1990 •
1992 •
1993 •
1994 •
1995 •
1996 •
1997 •
1998 •
1999 •
2000 •
2001 •
2003 •
2004 •
2005 •
2006 •
2007 •
2008 •
2009 •
2010 •
2011 •
2012 •
2013 •
2014 •
2015 •
2016 •
2017 •
2018 •
2019 •
2020 •
2021 •
2022 •
2023 •
2024 •
2025